# Ernst Heinrich Rummel
Ernst Heinrich Rummel (* 10. April 1805 in Lauchstädt; † 2. Juni 1872 in Halle (Saale)) war ein deutscher Jurist und Politiker.

## Leben
Ernst Heinrich Rummel war Sohn des Kaufmanns und Handelsherrn Gottfried Jakob Rummel. Er besuchte die Landesschule Pforta und studierte anschließend an der Universität Leipzig und der Rheinischen Friedrich-Wilhelms-Universität Rechtswissenschaften. Er wurde 1826 im Corps Saxonia Leipzig und 1827 im Corps Borussia Bonn recipiert.  Nach den Examen und dem juristischen Vorbereitungsdienst war er Obergerichtsassessor in Posen und Halle. Er wurde Stadtrat und Beigeordneter der Stadt Halle, als deren Vertreter er in das Preußische Herrenhaus berufen wurde.